# Tubaphe levii
Tubaphe levii är en mångfotingart som beskrevs av Ottis Robert Causey 1954. Tubaphe levii ingår i släktet Tubaphe och familjen Xystodesmidae. Inga underarter finns listade i Catalogue of Life.